# Scytodes curupira
Espèce
Scytodes curupira est une espèce d'araignées aranéomorphes de la famille des Scytodidae.

## Distribution
Cette espèce est endémique du Brésil. Elle se rencontre en Amazonas et au Rondônia.

## Description
Le mâle holotype mesure 3,30 mm et la femelle paratype 4,30 mm.

## Publication originale
- Rheims & Brescovit, 2004 : On the Amazonian species of the genus Scytodes Latreille (Arachnida, Araneae, Scytodidae). Revista Brasileira de Zoologia, vol. 21, no 3, p. 525-533 (texte intégral).